# Ōjisama to Yuki no Yoru
Singles de Tanpopo
Koi wo Shichaimashita!
(2001) Be Happy Koi no Yajirobee
(2002)
Singles par Morning Musume
Mr. Moonlight ~Ai no Big Band~
(2001) Sōda! We're Alive
(2002)
 Ōjisama to Yuki no Yoru  (王子様と雪の夜) est le septième single du groupe féminin de J-pop Tanpopo, sous-groupe de Morning Musume.
Il sort le 21 novembre 2001 au Japon sous le label zetima, écrit et produit par Tsunku. Il atteint la 1re place du classement Oricon, et reste classé pendant 7 semaines, pour un total de 201 040 exemplaires vendus ; il restera le seul disque N°1 du groupe, bien que moins vendu que les précédents. La chanson-titre figurera sur les compilations All of Tanpopo de 2002 (ainsi que la "face B" Nenmatsu Nenshi no Dai Keikaku), et Tanpopo / Petit Moni Mega Best de 2008. C'est le troisième et dernier disque enregistré avec la deuxième formation du groupe, dite "deuxième génération", sans Aya Ishiguro remplacée par Rika Ishikawa et Ai Kago.

## Membres
- Kaori Iida
- Mari Yaguchi
- Rika Ishikawa
- Ai Kago

## Liste des titres
1. Ōjisama to Yuki no Yoru  (王子様と雪の夜?)
2. Nenmatsu Nenshi no Dai Keikaku (年末年始の大計画?)
3. Ōjisama to Yuki no Yoru (instrumental) (王子様と雪の夜...?)